# Jendrik
Jendrik Sigwart, plus connu sous le mononyme Jendrik, né le 27 août 1994 à Hambourg en Allemagne, est un auteur-compositeur-interprète allemand et chanteur de comédie musicale. Il représente l'Allemagne au Concours Eurovision de la chanson 2021, à Rotterdam aux Pays-Bas, avec la chanson I Don't Feel Hate.

## Jeunesse
Jendrik grandit à Hambourg en tant que deuxième aîné de 4 frères et sœurs. Il commence à jouer du piano et du violon à un jeune âge et après avoir terminé le lycée, il étudie le théâtre musical et la pédagogie vocale à l'Université d'Osnabrück. Il écrit ses propres chansons depuis des années sur le ukulélé, son instrument de musique préféré. Au cours de ses études, il apparaît dans diverses comédies musicales, dont My Fair Lady, Hairspray et Peter Pan.

## Carrière
Le 13 novembre 2016, il sort sa première chanson "Dibdibidi" sur Youtube, qui traite de ce qu'est vraiment la vie. En décembre 2020, il présente trois de ses chansons lors d'un concert de bienfaisance pour les réfugiés du camp de Mória.
Le radiodiffuseur allemand NDR annonce le 6 février 2021 que Jendrik sera le représentant de l'Allemagne pour l'édition 2021 du concours avec la chanson I Don't Feel Hate,. Le clip vidéo de sa chanson auto-écrite, qui a été produit par Christoph Oswald, a été entièrement réalisé par lui. La chanson est sortie le 25 février 2021 et transmet le message suivant : si l'on s'attire la haine d'une personne, il ne faut pas laisser sa colère exploser, mais avoir pitié de cette personne en dépassant ce conflit. En tant que candidat d'un pays du Big 5, il fut automatiquement qualifié pour participer à la finale le 22 mai 2021 où il finit avant-dernier avec 3 points.